# Daphnella pulviscula
Daphnella pulviscula é uma espécie de gastrópode do gênero Daphnella, pertencente à família Raphitomidae.